# Francisco José Zugliani
Dom Francisco José Zugliani (Mineiros do Tietê, 1 de maio de 1934) é um bispo católico brasileiro e bispo-emérito da Diocese de Amparo.
Filho de Angelo Zugliani e Neide Ornetto Zugliani, terceiro filho de sete irmãos. Ordenou-se sacerdote no dia 9 de julho de 1961, na matriz de Nossa Senhora do Patrocínio em Jaú. Iniciou seus trabalhos na Diocese de São Carlos, como vigário da Paróquia de Itapuí. Em 1982 assumiu como pároco a paróquia de N. S. do Patrocínio, onde permaneceu até ser ordenado bispo diocesano e assumir a Diocese de Amparo.
No dia 14 de julho de 2010 o Papa Bento XVI aceitou seu pedido de renúncia feito por alcançar o limite de idade previsto.